# Medborgarpartiet: skola – vård – omsorg
Medborgarpartiet: skola – vård – omsorg (MSVO) var ett lokalt politiskt parti i Hultsfreds kommun. I valet 1998 erhöll partiet två mandat i kommunfullmäktige, liksom valet 2002. Men gick miste om dessa i valet 2006.

## Historik
Medborgarpartiet bildades inför valet 1998 av Göran Berglund för att verka för skola, vård och omsorg i kommunen. Berglund hade tidigare varit aktiv i Moderaterna och hade tidigare samma år kuppats bort från partiet, och startade då ett eget parti.
I november 2019 sade den tidigare sverigedemokraten Carl-Johan Pettersson att han och Göran Berglund skulle återuppliva partiet inför valet 2022. Pettersson hade några veckor tidigare lämnat sitt tidigare parti och blivit politiskt vilde. I februari 2021 sade Pettersson att det inte längre var aktuellt att återuppliva partiet på grund av svårigheter att hitta personer som ville engagera sig i partiet.

## Valresultat

### Hultsfreds kommun
| År   | Röster | %    | Mandat  |
| ---- | ------ | ---- | ------- |
| 1998 | 378    | 4,1  | 2 av 49 |
| 2002 | 324    | 3,62 | 2 av 49 |
| 2006 | 109    | 1,26 | 0 av 45 |

### Kalmar läns landsting
| År   | Röster | %    | Mandat  |
| ---- | ------ | ---- | ------- |
| 2002 | 178    | 0,12 | 0 av 63 |